# Maria Góralczyk
Maria Góralczyk, także Maria Góralczyk-Berent (ur. 26 maja 1981 w Warszawie) – polska aktorka i modelka.

## Życiorys
Studiowała dziennikarstwo na Uniwersytecie Warszawskim.
W maju 2005 pozowała do sesji zdjęciowej dla magazynu "CKM". Wystąpiła w teledyskach do piosenek: „Ginger” Bohemy i „Imię deszczu” Mafii. Wiosną 2008 uczestniczyła w pierwszej edycji programu rozrywkowego Polsatu Gwiezdny Cyrk.
W 2013 została agentką nieruchomości w firmie Lions Estate. Następnie została współzałożycielką agencji The Leader’s Premium Real Estate.

## Filmografia
- 2000: Egoiści – Barbie
- 2000: Bellissima – Marysia Bielak
- 2002: Jak to się robi z dziewczynami – Majka
- 2002: Król przedmieścia – Kaja, koleżanka Franka (gościnnie)
- 2003: Fala zbrodni – Laura (odc. 5)
- 2003: Glina – dziewczyna na ulicy (odc. 2)
- 2003: Zmruż oczy – gość z Warszawy
- 2004: Camera Café – Julka
- 2005: Bulionerzy – Ula (gościnnie)
- 2005: Czego się boją faceci, czyli seks w mniejszym mieście – Arleta (gościnnie)
- 2005: Egzamin z życia – koleżanka (gościnnie)
- 2005: Kryminalni – Monika Zimecka (gościnnie)
- 2006: Francuski numer – Angelika
- 2006: Niania – Hania (gościnnie)
- 2006: Magda M. – Patrycja Maczek (gościnnie)
- 2007: Hela w opałach – recepcjonistka (gościnnie)
- od 2007: Na dobre i na złe – pielęgniarka Beata Nowakowska
- 2008: Agentki – Gosia (gościnnie)
- 2008–2009: BrzydUla – modelka "Domi"
- 2008: Jeszcze raz – Jolka
- 2009–2010: Pierwsza miłość – Magda Nowak
- 2011: Och, Karol 2 – stewardesa
- 2012: Ojciec Mateusz – modelka Sylwia Wojcieszek
- 2012: Hotel 52 – Agata